# Macropsis asiatica
Macropsis asiatica är en insektsart som beskrevs av Dubovsky 1966. Macropsis asiatica ingår i släktet Macropsis och familjen dvärgstritar. Inga underarter finns listade i Catalogue of Life.